# KOI-196
KOI-196 — звезда, которая находится в созвездии Лебедя на расстоянии около 2380 световых лет от нас. Вокруг звезды обращается, как минимум, одна планета.

## Характеристики
KOI-196 — звезда 14,46 видимой звёздной величины; впервые упоминается в каталоге 2MASS под наименованием 2MASS J19380317+4558539. В настоящий момент более распространено наименование KOI-196 (аббревиатура «KOI» означает Kepler Object of Interest «объект интереса для телескопа Kepler»), данное исследователями, открывшими у звезды планету.
Звезда представляет собой жёлтый карлик, имеющий массу и радиус, равные 94 % и 96 % солнечных соответственно. Температура поверхности составляет около 5660 кельвинов. Возраст звезды оценивается приблизительно в 7,7 миллиардов лет.

## Планетная система
В 2011 году группой европейских астрономов было объявлено об открытии планеты KOI-196 b в этой системе. Учёные пользовались данными, полученными орбитальным телескопом Kepler, которые были выложены в свободный доступ. Планета представляет собой газовый гигант с массой и радиусом, равными 49 % и 84 % юпитерианских соответственно. Она обращается по круговой орбите на расстоянии 0,029 а. е. от родительской звезды, совершая полный оборот за 1,8 суток. У планеты зарегистрировано необычно яркое альбедо.